# Constantin VIII
Constantin VIII (en grec Κωνσταντίνος Ηʹ), né vers 960 et mort le 11 novembre 1028, est co-empereur byzantin de 962 à 1025 et seul empereur de 1025 à 1028, frère de Basile II et fils de Romain II et de Théophano Anastaso. Il se marie avec Hélène (qui serait morte vers 1025), fille d'un certain Alype.
Dernier représentant de la dynastie macédonienne qui gouverne l'Empire depuis le milieu du IXe siècle, il jouit d'une piètre image parmi les chroniqueurs contemporains. S'il règne conjointement avec son frère Basile, il est complètement absent des décisions pour s'adonner à toutes sortes de plaisirs et divertissements. Lors de son court règne de 1025 à 1028, il se repose beaucoup sur ses conseillers, dont d'influents eunuques et n'hésite pas à réprimer avec une grande sévérité toute manifestation d'hostilité ou de rébellion à l'encontre de son pouvoir. S'il peut capitaliser sur les accomplissements de son frère, qui ont porté l'Empire à son apogée médiéval, il doit faire face à l'extinction à venir de sa lignée, faute de descendants mâles. Dans les derniers jours de son existence, il s'assure de pérenniser sa dynastie en mariant sa fille Zoé Porphyrogénète à un aristocrate, Romain Argyre. C'est le début de l'ère des princes-époux, dans laquelle la légitimité s'acquiert par l'union à l'une des deux dernières descendantes de la puissante famille macédonienne, Zoé et sa sœur Théodora Porphyrogénète.

## Biographie

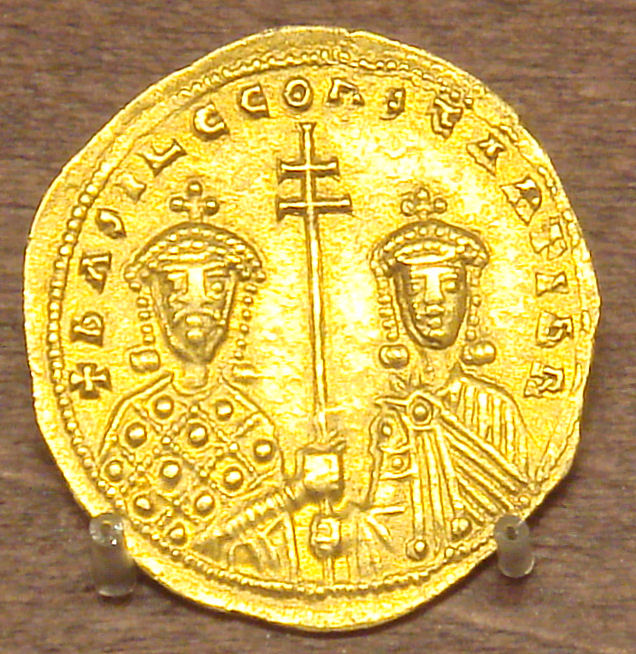
Basile II et Constantin VIII sur une pièce d'or.

### Un coempereur discret (976-1025)
Comme son frère Basile II, il doit pendant sa minorité subir la régence de sa mère Théophano, puis de l'empereur Nicéphore II Phocas de 963 à 969, et de Jean Ier Tzimiskès de 969 à 976. Il ne prend réellement le pouvoir avec son frère qu'en 976. Cependant, c'est bien Basile II qui exerce la réalité du pouvoir et le rôle de Constantin est tout à fait méconnu durant la longue période qui court jusqu'en 1025. Il assure avoir participé à la mort de Bardas Sklèros, en pleine révolte, en 989 et semble avoir pris part à la campagne de son frère en Orient en 995. De même, ses relations avec Basile sont inconnues mais il n'est pas associé aux décisions. Selon Michel Psellos, Basile II en fait un personnage purement décoratif à qui il alloue quelques gardes pour sa protection. Il est significatif qu'il n'apparaisse pas dans la description de la cour impériale par un ambassadeur arabe. Quand son frère est sur son lit de mort en 1025, il est alors à l'extérieur de Constantinople et des émissaires sont envoyés le chercher, apparemment non sans réticence de la part de conseillers impériaux qui ne lui vouent aucune affection,.

### Politique intérieure

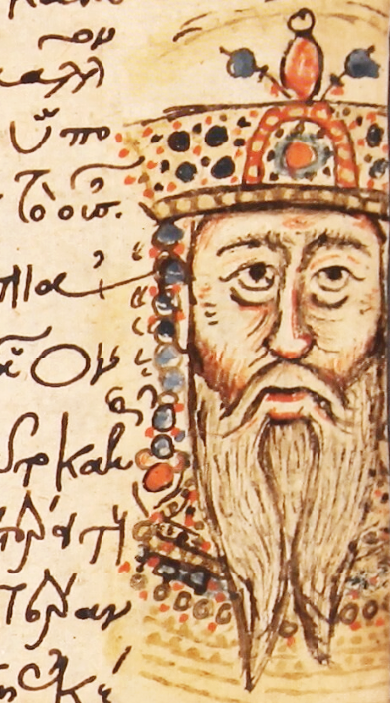
Constantin VIII représenté dans un manuscrit du XV, le Mutinensis gr. 122.

Sa personnalité a largement souffert des commentaires dépréciateurs de ses contemporains. Tant Michel Psellos que Jean Skylitzès le critiquent ouvertement et affirment qu'il ne trouve de passion que dans les courses de chevaux, le jeu ou la chasse. Il est réputé grand et plutôt costaud. Il est atteint de la goutte quand il devient seul empereur et qu'il a la soixantaine passée. Son gouvernement laisse une large place aux eunuques et à divers fonctionnaires. Lui-même, apparemment peu attiré par la chose publique, délègue une grande partie de sa charge. En revanche, il est connu pour sa sévérité face à toute opposition. Il n'hésite pas à user des châtiments comme l'aveuglement, courants dans le monde politique byzantin. Néanmoins, les sources extérieures à l'Empire, en particulier celles d'Orient, sont plus favorables à son égard et affirment qu'il libère des prisonniers en 1025, une pratique courante pour un empereur au moment de son arrivée au pouvoir. Néanmoins, il ne fait preuve d'aucune clémence particulière envers les opposants arrêtés par son frère. Aucun ne bénéficie d'une amnistie.
Avec le soutien du patriarche Alexis Studite et des principaux évêques, il passe une loi qui punit d'excommunication tout individu qui comploterait contre le trône ou se rendrait complice d'une conspiration. Cet usage de la religion a des fins politiques a suscité des réserves parmi une partie du clergé byzantin. Il se montre aussi intraitable envers les descendants d'anciens rebelles, comme les petits-fils de Bardas Phocas le Jeune ou de Bardas Sklèros. Les membres de ces familles semblent disparaître des plus hautes fonctions impériales.
La sévérité de la répression de Constantin VIII trouve à s'illustrer quand les habitants de Naupacte se soulèvent puis tuent leur gouverneur, perçu comme despotique. L'empereur réagit en faisant aveugler plusieurs meneurs, y compris l'évêque de la ville.
Dans le cadre de son gouvernement, l'empereur s'appuie beaucoup sur des eunuques, une pratique courante dans le monde byzantin car ils sont peu susceptibles de se rebeller. le parakimomène Nicolas est parmi les plus importants d'entre eux et il devient le premier eunuque à détenir le poste de Domestique des Scholes. Plusieurs sont alors nommés à d'importants postes militaires.

### Politique étrangère
Son règne court est marqué par une certaine stabilité des frontières, qui ont été notablement étendues par ses prédécesseurs dont son propre frère. Parmi les événements marquants, Constantin Diogène, alors gouverneur de la ville avancée de Sirmium repousse un raid des Petchénègues, qui commencent à devenir une menace croissante au nord du Danube. Il devient ensuite dux de Thessalonique avec de larges attributions, en particulier sur la Bulgarie récemment conquise, ainsi que la Serbie,. Ce changement d'affectation a parfois été vu comme une volonté de Constantin, confirmée par ses successeurs, de réduire la présence byzantine dans les régions des Balkans les plus éloignées de Constantinople, sans certitude. En 1026, le gouverneur du thème de Samos Georges Théodorokanos a repoussé un raid naval musulman dont la provenance est inconnue. Sur la frontière orientale, le dux du Vaspourakan, Nicéphore Comnène, est soupçonné de collusion avec Georges Ier (roi de Géorgie) et arrêté puis aveuglé. 
En 1027, une brève guerre est attestée entre l'Empire et le royaume de Géorgie. À la mort du roi Georges, sa veuve et régente Mariam Arçrouni se serait emparée de forteresses frontalières cédées par son défunt mari à l'Empire. En réaction, Constantin VIII envoie Nikolaos les reconquérir en 1028. Selon les sources géorgiennes, les Byzantins auraient été aidés par la défection de plusieurs princes géorgiens.

### Succession
Début novembre 1028, il tombe malade ; sans héritier masculin, il prépare sa succession : sa fille aînée Eudoxie est religieuse tandis que ses deux filles cadettes, Zoé et Théodora, sont confinées dans le gynécée et célibataires. La seule façon d'assurer la pérennité de la puissante dynastie macédonienne, garante de la stabilité de l'Empire, est de les marier avec un membre de l'aristocratie. Constantin pense d'abord à Constantin Dalassène, le dux d'Antioche. Cependant, trop loin de Constantinople et considéré par certains conseillers comme trop difficile à contrôler, il lui est préféré Romain Argyre, un haut fonctionnaire à la carrière irréprochable, qui se montrerait en plus relativement facile à influencer. Âgé d'une soixantaine d'années, marié mais sans enfant, Constantin le met devant un dilemme. Soit il divorce de son épouse pour marier Zoé, soit il se fait crever les yeux. Sa femme, Hélène, aurait alors consenti à rentrer dans les ordres, légitimant de ce fait une procédure de divorce et, in fine, l'accession au trône de son ex-mari.